# George Duke
Pour les articles homonymes, voir Duke.
George Duke, né le 12 janvier 1946 à San Rafael (Californie) et mort le 5 août 2013  à Los Angeles (Californie), est un pianiste, claviériste, chanteur et compositeur américain. Sa grande discographie est importante dans l'évolution (électrique) du jazz.
Génie des claviers, il est un artiste contemporain incontournable dans des styles musicaux tel que le jazz, le jazz fusion, la soul ou le funk. Il a notamment joué avec Frank Zappa, Miles Davis, Billy Cobham, Stanley Clarke, Jean-Luc Ponty, Tom Waits, Michael Jackson, Al Jarreau, Phil Collins. Il est également un producteur de renom aux États-Unis.
Il a enregistré avec le violoniste Jean-Luc Ponty en 1969 et a tourné et enregistré avec Frank Zappa et son groupe The Mothers of Invention en 1970, puis de 1973 à 1975 (Zappa ayant été celui qui l'a incité à chanter et à utiliser un synthétiseur), avant de lancer sa carrière solo la même année. Deux ans plus tard, il sort Reach for It, qui sera disque d'or, puis en 1979, Brazilian Love Affair. En 1985 il commence sa collaboration avec le label Elektra Records, pour qui il fera 4 disques.
Il produit également beaucoup de disques de tous horizons, mais en particulier de la musique noire, du R&B, s'éloignant parfois du jazz.
Il signe chez Warner Bros. Records en 1992, chez qui il sortira une demi-douzaine d'albums, dont Snapshot, qui sera un grand succès, et Muir Wood Suite, qui fusionne le jazz et la musique classique (1993).
Il tournera dans le monde entier et marquera de son empreinte tous les styles de musiques dans lesquels il a travaillé, ainsi que de nombreux artistes.

## Biographie

### Jeunesse et débuts
Élevé à Marin City, une petite ville ouvrière de Californie où vivent en majorité des Afro-américains, il montre déjà des prédispositions pour la musique jazz quand, à 4 ans, il assiste à un concert de Duke Ellington : débordant d'excitation, il réclame un piano à sa mère. Il prend ses premières classes à 7 ans à l'église baptiste locale de Marin City. Il dira qu'il y a absorbé les racines de la musique noire et a découvert que la musique pouvait déclencher des émotions chez les gens. A 16 ans, il joue dans plusieurs groupes de jazz de l'université. Il se montre très influencé par Miles Davis et la soul jazz de Les McCann ou Cal Tjader,.
Après avoir commencé ses études à Tamalpais High School (en), à Mill Valley, il fait un baccalauréat universitaire en trombone et composition musicale, avec une mineure en contrebasse au conservatoire de musique de San Francisco (en) en 1967.
Il joue d'abord avec ses amis dans des garages et des clubs locaux, puis devient musicien de studio. Il obtient ensuite une maîtrise universitaire en composition musicale à l'Université d'État de San Francisco. Il enseignera également une classe de Jazz and American Culture au Merritt College (en) à Oakland.
Il joue dans des clubs de San Francisco, où il rencontre notamment Al Jarreau avec qui il fonde un groupe — dans lequel collaboreront notamment Sonny Rollins et Dexter Gordon — qui devient le groupe titulaire du Half Note Club. Il collabore avec The Third Wave et commence à expérimenter autour de la jazz fusion avec ses claviers électriques dès 1967. Il joue en tant que pianiste avec plusieurs artistes tels que Dizzy Gillespie, Bobby Hutcherson ou Kenny Dorham. Après ses premiers LP de jazz sur le label MPS Records, il est crédité pour la première fois en 1969 sur l'album The Jean-Luc Ponty Experience with the George Duke Trio, où il écrit une chanson et joue du piano électrique, après avoir lui-même envoyé une cassette à World Pacific Records avec la note : « Il n'y a pas d'autre pianiste pour ce mec que moi. »

### Carrière comme musicien
Cette association avec Jean-Luc Ponty marquera le premier tournant de la carrière musicale de George Duke et le George Duke Trio naît, et est définitivement lancé. Le groupe fait une grande tournée européenne et participe au Newport Jazz Festival.
En 1968, le trio participe aux côtés du Cannonball Adderley Quintet, de Quincy Jones, Gerald Wilson et de l'avant-gardiste Frank Zappa à un événement plus rock au club Thee Experience, sur le Sunset Boulevard. Ces rencontres bouleversent Duke et sa musique :

« Basically, what happened was that I got together with people like Cannonball Adderley and Frank Zappa. They totally broke down my walls. Cannonball would say, « Man, you ought to listen to this. » I began to see how Miles Davis changed things. He was genuinely interested in different kinds of music. In talking to him, he kept saying, « Man, I want to do some of this kind of music. Write me a song like that. » The walls just came down, and I had a realization that « I’m really too jaded. » Fortunately, this happened early on. »
— George Duke
, Jazz Times

« En fait, ce qu'il s'est passé, c'est que je me suis retrouvé avec des gens comme Cannonball Adderley et Frank Zappa. Ils ont complètement fait s'effondrer mes murs. Cannonball dirait « Mec, faut que t'écoutes ça. » J'ai commencé à voir comment Miles Davis changeait les choses. Il était sincèrement intéressé par tout type de musique. En parlant avec lui, il ne cessait de me dire « Mec, je veux faire quelque chose dans ce genre. Écris-moi une chanson comme ça. » Les murs s'effondrent et je réalise que « Je suis vraiment trop blasé. » Heureusement c'est arrivé assez tôt. »
— Jazz Times
Le groupe surprend l'audience et est propulsé dans la révolution musicale de la côte Ouest. Frank Zappa est impressionné par Jean-Luc Ponty et lui demande de jouer avec lui ; celui-ci insiste pour embarquer George Duke avec lui. Après avoir fait un concert avec Zappa à l'UCLA, il le rejoint (1970, puis, après un intermède où il sera le pianiste de Cannonball Adderley en 1972, de 1973 à 1975) pour une tournée d'un an avec les The Mothers of Invention, avec qui il sera présent sur 13 albums. Cette collaboration lui fera s'ouvrir musicalement, comme il en témoigne dans JazzTimes :

« After a while, I started laughing. I loosened up. He just broke me down. He said, You’re far too serious. « Just because you can play a lot of scales you’ve studied doesn’t mean you can’t have a sense of humor. » The long and short of it was that he totally destroyed all of that in me. I became very open. »
— George Duke
, Jazz Times

« Au bout d'un moment j'ai commencé à rigoler. J'ai commencé à me détendre. Il m'a cassé. Il a dit « Tu es bien trop sérieux. Ce n'est pas parce que tu peux jouer beaucoup de gammes que tu as étudiées que tu ne peux pas avoir un peu de sens de l'humour. » Le fin mot de l'histoire, c'est qu'il a cassé tout cela en moi. J'ai commencé à être très ouvert. »
— Jazz Times
Ainsi, c'est Zappa qui l'incite à utiliser un synthétiseur et à chanter. Il est notamment l'interprète du titre Inca Roads sur l'album One Size Fits All. Il se produira également avec le Don Ellis Orchestra, Sonny Rollins (1975) ou même Michael Jackson,,.
Fin 1970, Cannonball Adderly lui propose de rejoindre son groupe, où il collaborerait avec Nancy Wilson, Joe Williams, Dizzy Gillespie, ceux-là mêmes qu'il écoutait étant jeune. Il fera, grâce à cette association (1971 - 1972), de nombreuses rencontres qui lui permettront de développer son style musical, comme celle avec Stanley Clarke (qu'il découvrit lors d'un festival en Finlande aux côtés de Chick Corea) et les brésiliens Flora Purim, Airto Moreira et Milton Nascimento.
Après qu'en 1973 George Duke et Jean-Luc Ponty ont rejoint Frank Zappa pour une collaboration de trois ans, Duke quitte le groupe pour former un quartet avec le batteur Billy Cobham, le guitariste John Scofield et le bassiste Alphonso Johnson ; grâce à une puissante jazz fusion immortalisée par l'album Crosswinds (1974), ainsi que grâce à des solos particulièrement démonstratifs, cette association devient plus populaire et influente que la précédente, et concurrence les maîtres du genre à l'époque (Weather Report, Mahavishnu Orchestra, Return to Forever, etc.).
Il ne néglige pas sa carrière solo et sort successivement 4 albums, qui seront des plus intéressants, dans la recherche de fusion entre jazz, rock, funk et soul qu'il y fait : Faces in Reflection, Feel, The Aura Will Prevail et I Love the Blues, She Heard Me Cry entre 1974 et 1975.
En 1976, George Duke enregistre en solo pour la première fois dans son LP From Me to You. Il sort ensuite le disque d'or Reach For It, plus funky, qui le propulsera en haut des charts et vers les plus grandes salles de concert, voire dans des stades, grâce à une approche volontairement plus commerciale, dont l'influence de Earth, Wind and Fire est évidente et avouée par Duke. Suivent deux albums solo où apparaissent Sheila E., Don't Let Go (1978) et Master of the Game (1979).
Cette même année, il va à Rio de Janeiro enregistrer A Brazilian Love Affair avec Flora Purim, Milton Nascimento et le percussionniste Airto Moreira, rencontrés quelques années plus tôt. Cet album combine plusieurs genres et voit Duke travailler pour la première fois sur du latin jazz. Les titres Cravo e Canela, Love Reborn et Up from the Sea It Arose and Ate Rio in One Swift Bite sont les plus remarquables, tandis que Brazilian Sugar apparaîtra en 2006 dans le jeu vidéo Dead or Alive Xtreme 2.
En 1985, Duke exprime ses nouvelles influences latines avec son album Thief In The Night, suivi de George Duke en 1986 et Night After Night en 1989, tous sous le label Elektra Records.
En 1992, il inaugure sa collaboration avec Warner Bros. Records avec l'album Snapshot, qui sera no 1 des charts de jazz pendant 5 semaines, et dont le single No Rhyme, No Reason sera dans le Top Ten R&B.
En 1995, George Duke sort l'album Illusions, où il ne fera que les voix.
En 1996, il sort un chef-d'œuvre de jazz orchestral : Muir Woods Suite, enregistré au Montreux Jazz Festival en 1993, mais retravaillé. Le quartet est composé de George Duke au piano, Stanley Clarke à la basse, Chester Thompson à la batterie et Paulinho Da Costa aux percussions, tandis que Ettore Stratta conduit l'Orchestre national de Lille.
Après une autre intervention à l'occasion de l'Inauguratin présidentielle, Duke sort son 30e album, Is Love Enough?, en solo, l'année suivante, qui déborde d'énergie et qui poursuit son écriture réflexive.
En 1997, il participe à The Gospel According To Jazz de Kirk Whalum, enregistré en direct du Roy Acuff Theatre, à Nashville. Ils travaillent de nouveau ensemble ainsi qu'avec Michael McDonald un an plus tard, à l'occasion de l'événement Memphis Remembers Martin.
En 2000, participe à la tournée du Montreux Jazz Festival on Tour aux États-Unis, lors de laquelle il est à la fois musicien aux côtés notamment de Al Jarreau, David Sanborn, Roberta Flack et Joe Sample, et directeur musical de la tournée.
En 2001, il participe à plusieurs tournées et concerts, comme la 100 Black Men of America Convention à Atlanta ; le North Sea Jazz Festival (en compagnie de Dianne Reeves et Rachelle Ferrell) ; un spectacle spécial voyant la Muir Woods Suite et le Prima la Musica Orchestra de Bruxelles jouer ensemble ; le festival de Montreux ; et surtout un hommage à Miles Davis, où il joue avec Marcus Miller, Christian McBride et Richard Bona pour les basses, Herbie Hancock (piano) et lui (synthétiseur), Terri Lyne Carrington et Chester Thompson aux batteries, Wallace Roney à la trompette et Jeff Lee Johnson à la guitare.
Après ces succès aussi bien dans le jazz que dans le R&B, partagé entre sa carrière de musicien et celle de producteur, si le succès populaire est certain, son éloignement du jazz rend la critique dubitative, d'autant plus que ses retours au jazz sont inspirés. La critique va dans l'autre sens, également, lorsqu'il s'éloigne de ses titres pop vers de la musique plus « sérieuse ». Il cherche surtout à étendre son champ musical — il projette d'aller en Afrique ou en Amérique du Sud pour rencontrer des artistes locaux et réaliser quelques projets — et à attirer une plus grande audience, spécialement chez la population noire.
Pourtant, après plusieurs tournées, plusieurs disques joués et/ou produits, dont un hommage à Jimi Hendrix, et beaucoup de temps passé en Europe, c'est l'heure des honneurs avec plusieurs prix pour le récompenser pour sa carrière, comme le Edison Life Time Achievement Award à Rotterdam, en 2004.
2005 est marquée par ses tournées en Asie, notamment en Inde et en Indonésie, à l'occasion du 1er Jakarta Jazz festival.
Il prend également part à un événement spécial à l'Hollywood Bowl appelé George Duke & Friends, où lui tiennent compagnie Billy Cobham, Christian McBride, Airto, Bobby Hutcherson, Kenny Garrett, Roy Hargrove et Joe Sample (avec qui il partira en tournée en duo aux États-Unis et au Japon).
L'année suivante, George Duke et son trio, composé de Brian Bromberg (en) à la basse et de Terri Lyne Carrington à la batterie, collabore avec le Symphonic Jazz Orchestra à la Jazz Bakery. Il enchaîne avec son trio une session studio pour sortir In a Mellow Tone.
Un peu plus tôt, il forme un trio avec Michael McDonald et Philip Bailey à l'occasion du Michael Jordan Celebrity Golf Tournament, à Nassau.
En 2007 il apparaît dans l'album The Real Thing: Words and Sounds Vol. 3 de Jill Scott, sur le titre Whenever You're Around.
En 2011 il se joint à David Sanborn et Marcus Miller pour former un trio et partir en tournée dans les États-Unis pour plus de 20 dates complètes.
D'un point de vue studio, George Duke n'enregistre plus rien depuis 2008 et Dukey Treats. Mais le décès de sa femme Corine l'affecte énormément, et il finit par sortir l'éclectique Dreamweaver, où apparaissent nombre d'invités tels que Teena Marie, Jef Lee Johnson, Lalah Hathaway, Rachelle Ferrell, Jeffrey Osborne, Paul Jackson Jr., Christian McBride et Stanley Clarke.
Peu de temps après la sortie de l'album, le 5 août 2013, George Duke, père de Rashid et John, est hospitalisé au Saint John's Hospital de Los Angeles, et y décède à l'âge de 67 ans, un an après sa femme, Corine.

### Carrière comme producteur
George Duke a produit énormément de disques et d'artistes dont Raul de Souza, Smokey Robinson, Dee Dee Bridgewater (pour l'album Bad for Me, où il participe également comme voix et synthétiseur) et A Taste of Honey, ce qui le lance définitivement comme producteur, le single de l'album, Sukiyaki, devenant no 1 des charts pop, adult contemporary et R&B avec plus de 2 000 000 de copies vendues. Il produit ensuite trois albums de Jeffrey Osborne et deux de Deniece Williams, qui marchent très bien.
George Duke écrit et produit le single Sweet Baby qu'il joue avec le bassiste Stanley Clarke, pour le The Clarke/Duke Project (avec John Robinson à la batterie), monté en 1974 ; ils sortent ensemble deux albums : Clarke-Duke Project I (1981) et Clarke-Duke Project II (1983).
Il produira par la suite beaucoup d'artistes, tels que Melissa Manchester (en), Barry Manilow, Smokey Robinson, George Howard, Phil Perry, Miles Jaye (en), Diane Reeves, The Pointer Sisters, 101 North, Najee, Take 6, Howard Hewett (en), Chanté Moore, Everette Harp (en), Rachelle Ferrell, Gladys Knight, Keith Washington (en), Gary Valenciano, Johnny Gill, Anita Baker, Marilyn Scott (en), Al Jarreau, Regina Belle.
En 1996, Duke produit en partie l'album Stardust de Natalie Cole, qui est nommé pour deux Grammys et en gagne un. La même année, il écrit et produit la chanson principale du show télévisé Malcolm & Eddie (en), sur UPN.
Tandis que son très autobiographique Cool est nommé aux Grammy at aux Image Awards sans rien gagner, il remporte un Grammy comme producteur pour In The Moment, meilleur album vocal de jazz, de Dianne Reeves. Il réitère en 2001 avec l'album de Dianne Reeves The Calling. Il enchaîne avec une chanson Gospel, qu'il écrit et produit avec Kenny Lattimore : healing. Il produit ensuite trois titres pour Kelly Price.

### Autres activités
George Duke a d'autres activités parallèles à celles de musicien et producteur : il est plusieurs fois le directeur musical de nombreux artistes et à l’occasion d'événements télévisuels spéciaux, comme le Soul Train Music Awards (pendant 9 ans) ou le Sunday Night Show de la NBC. Il mène Anita Baker à Washington pour un concert au Kennedy Center pour une campagne du Parti démocrate, est directeur musical du concert organisé par Disney pour le bénéfice de la Foundation for Pediatric AIDS For Our Children ainsi que pour le Disney's Salute To Youth à l'occasion de la célébration de l'inauguration du président ; il compose, produit et joue le morceau Inside Out en 1995, toujours pour Disney.
En 1988, il est le directeur musical de l'hommage fait à Nelson Mandela au Wembley Stadium, à Londres.
Vers la fin des années 90, il est directeur musical du show télévisé de Burt Bacharach, One Amazing Night sur Fox Network, dans lequel jouent Bacharach, Dionne Warwick, Elvis Costello, Wynonna Ellen Judd et Barenaked Ladies, notamment.
Il fera de même à l'occasion du The Lady of Soul Awards, lors du Kansas City Jazz Festival.
En 1992, il va en Espagne pour être le directeur musical du plus grand festival de guitare de l'histoire, auquel prennent part George Benson, Stanley Clarke, Larry Coryell, Paco de Lucía, Rickie Lee Jones ou encore John McLaughlin. Il dirige également le Legend to Legend où apparaissent notamment George Burns, Tony Bennett, Johnny Mathis.
George Duke fait également de la musique pour la télévision (talk shows de Leeza and Marilu, sur la NBC ; il remplace temporairement Marcus Miller comme directeur musical lors de la première saison de l'émission de concert en direct Sunday Night) et pour des films, comme la bande son de The Five Heartbeats (en) (1991, avec Stanley Clarke), Meteor Man (1993), Leap of Faith (1996), Undercover Brother : Un agent très secret (2002, avec Stanley Clarke), Au-delà des barrières (Good Fences) (2003, dont il dirige seul la musique pour la première fois) ou la chanson-titre de Karaté Kid 3 (The Karate Kid, Part III, 1989).
Par ailleurs, George Duke fait une apparition dans le feuilleton Générations en 1989, ainsi que pour Comic Relief, donnant des fonds pour les sans-abris.
En 2001, Tami Willis, de BET, produit et tourne un reportage télévisuel biographique d'une heure sur George Duke, appelé The House of Duke.
En 2005, George Duke compose la chanson principale du show radio de Ed Gordon (en), News & Notes (en), sur PBS.
Il sera également juge du 2nd Annual Independant Music Awards pour soutenir la carrière d'artistes indépendants.

## Legs

### Legs et influences
Son influence dans le monde du jazz, de la soul, du funk et du hip hop est importante, puisque certains des titres de George Duke ont été utilisés par de nombreux artistes, et dans de multiples genres, comme I Love You More, samplé dans Digital Love de Daft Punk, dans un style house music ; Guilty, samplé dans Guilty of Love de Mylo, dans un style electronica ; For Love, samplé dans I Hear Voices de MF DOOM, dans un style hip-hop ; Someday, samplé par Kanye West dans Break my Heart de l'album Finding Forever de Common, dans un style hip-hop ; You and Me, samplé dans Spirit Of '94 par 9th Wonder, dans un style musique soul/R&B ; Reach for It, samplé par Ice Cube dans True to the Game, par Spice 1 dans In My Neighborhood et par W.C. & The Maad Circle (avec Mack 10 et Ice Cube) dans West Up!, tous les trois dans un genre hip-hop.

### Hommages et reconnaissance
Même si cela lui a valu de nombreuses critiques, notamment pour son effort à produire du R&B, le travail de George Duke est reconnu et a reçu plusieurs prix dans de nombreux milieux musicaux, aussi bien pour son travail de musicien que pour celui de producteur.
Son album Reach for It est disque d'or en 1977.
Il reçoit pour son album The Clarke/Duke Project, le Grammy Award de la meilleure prestation R&B par un duo ou un groupe avec chant en 1982.
En 1989 et en 1990, George Duke est déclaré « R&B Keyboardist Of The Year » par Keyboard magazine.
Il est notamment nommé aux Grammy Awards pour sa production de We Are The World des Children of the World ; Sweet Baby du Clarke/Duke Project ; Let's Hear It For The Boy de Deniece Williams ; Stay With Me Tonight et On The Wings Of Love de Jeffrey Osborne, et Fumilayo de Diane Reeves.
L'album Tutu, de Miles Davis et en partie produit par George Duke, emporte le Grammy Award du meilleur solo de jazz improvisé en 1987.
L'album Amandla, de Miles Davis et en partie produit par George Duke, et Heart's Horizon, de Al Jarreau et entièrement produit par Duke, sont nommés aux Grammy en 1990.
En 1999, son album After Hours marque son retour au jazz et est nommé aux Grammy pour le meilleur album de jazz contemporain.
En décembre 2012, George Duke est intégré par vote populaire dans le SoulMusic Hall of Fame du site SoulMusic.com.
À la mort de George Duke, Paul Jackson Jr. déclare :

« Just lost a great brother and friend George Duke RIP I know Heaven awaits you my sympathy to all your friends and family Paul Jackson. »
Bobbi Humphrey poste pour sa part sur sa page Facebook:

« I am so hard trying.

Too much to lose George! Please pray for me! George Duke!

Forty years, my friend! Lord, why? Heaven!

A little bit funkier!

R.I.P. Dear Heart. »

## Discographie

### Solo
| Album                                                                       | Année       | Label                                   |  |
| --------------------------------------------------------------------------- | ----------- | --------------------------------------- |  |
| George Duke Quartet Presented by the Jazz Workshop / The Primal George Duke | 1966 / 1978 | SABA / MPS                              |  |
| The Jean-Luc Ponty Experience with the George Duke Trio                     | 1969        | Pacific Jazz                            |  |
| Save the Country / Pacific Jazz (avec une liste de titres différente)       | 1970 / 1978 | Pickwick Records / Pacific Jazz Records |  |
| Solus (The Inner Source)                                                    | 1971        | SABA                                    |  |
| The Inner Source                                                            | 1973        | MPS/BASF                                |  |
| Faces in Reflection                                                         | 1974        | MPS/BASF                                |  |
| Feel                                                                        | 1974        | MPS/BASF                                |  |
| The Aura Will Prevail                                                       | 1975        | MPS                                     |  |
| I Love the Blues, She Heard Me Cry                                          | 1975        | MPS/BASF                                |  |
| Liberated Fantasies                                                         | 1976        | MPS                                     |  |
| The Billy Cobham - George Duke Band 'Live' on Tour in Europe                | 1976        | Atlantic Records                        |  |
| The Dream (Europe) / The 1976 Solo Keyboard Album (US)                      | 1978        | MPS / Epic                              |  |
| From Me to You                                                              | 1977        | Epic/CBS                                |  |
| Reach for It                                                                | 1977        | Epic/CBS                                |  |
| Don't Let Go                                                                | 1978        | Epic/CBS                                |  |
| Follow the Rainbow                                                          | 1979        | Epic/CBS                                |  |
| Brazilian Love Affair                                                       | 1979        | Epic/CBS                                |  |
| Master of the Game                                                          | 1979        | Epic/CBS                                |  |
| The Clarke/Duke Project                                                     | 1981        | Epic/CBS                                |  |
| Dream On                                                                    | 1982        | Epic/CBS                                |  |
| The Clarke/Duke Project II                                                  | 1983        | Epic/CBS                                |  |
| Guardian of the Light                                                       | 1983        | Epic                                    |  |
| Rendezvous                                                                  | 1984        | Epic                                    |  |
| Thief in the Night                                                          | 1985        | Elektra                                 |  |
| George Duke                                                                 | 1986        | Elektra                                 |  |
| Night After Night                                                           | 1989        | Elektra                                 |  |
| 3                                                                           | 1990        | Epic/CBS                                |  |
| Snapshot                                                                    | 1992        | Warner Bros.                            |  |
| Muir Woods Suite                                                            | 1993        | Warner Bros.                            |  |
| Illusions                                                                   | 1995        | Warner Bros.                            |  |
| Is Love Enough?                                                             | 1997        | Warner Bros.                            |  |
| After Hours                                                                 | 1998        | Warner Bros.                            |  |
| Cool                                                                        | 2000        | Warner Bros.                            |  |
| Face the Music                                                              | 2002        | Bizarre Records                         |  |
| Duke                                                                        | 2005        | Bizarre Records                         |  |
| In a Mellow Tone                                                            | 2006        | Bizarre Records                         |  |
| Dukey Treats                                                                | 2008        | Heads Up!                               |  |
| Déjà vu                                                                     | 2010        | Heads Up!                               |  |
| Dreamweaver                                                                 | 2013        | BPM                                     |  |

### Invité
George Duke a énormément collaboré avec d'autres artistes. En voici la liste principale.

#### Avec Al Jarreau
| Album         | Année | Label        |  |
| ------------- | ----- | ------------ |  |
| Breakin' Away | 1981  | Warner Bros. |  |

Album Heart's horizon. 1988

#### Avec Frank Zappa et les Mothers of Invention
| Album                                      | Année | Label              |  |
| ------------------------------------------ | ----- | ------------------ |  |
| Chunga's Revenge                           | 1970  | Bizarre Records    |  |
| Waka/Jawaka                                | 1972  | Reprise Records    |  |
| The Grand Wazoo                            | 1973  | Discreet           |  |
| Over-Nite Sensation                        | 1973  | Discreet           |  |
| Apostrophe (')                             | 1974  | Discreet           |  |
| Roxy & Elsewhere                           | 1974  | Discreet           |  |
| One Size Fits All                          | 1975  | Discreet           |  |
| Bongo Fury                                 | 1975  | Discreet           |  |
| Studio Tan                                 | 1978  | Discreet           |  |
| Sleep Dirt                                 | 1979  | Discreet           |  |
| Them or Us                                 | 1984  | Barking Pumpkin    |  |
| You Can't Do That on Stage Anymore, Vol. 2 | 1988  | Barking Pumpkin    |  |
| 200 Motels                                 | 1988  | MGM/United Artists |  |
| Läther                                     | 1996  | Rykodisc           |  |
| The Dub Room Special                       | 2007  | Zappa Records      |  |
| One Shot Deal                              | 2008  | Zappa Records      |  |
| Road Tapes, Venue#2                        | 2013  | Zappa Records      |  |
| Road Tapes, Venue#3                        | 2016  | Zappa Records      |  |
| The Crux Of The Biscuit                    | 2016  | Zappa Records      |  |
| The Roxy Performances                      | 2018  | Zappa Records      |  |
| Halloween 73                               | 2019  | Zappa Records      |  |
| The Mothers 1970                           | 2020  | Zappa Records      |  |
| Zappa/Erie                                 | 2022  | Zappa Records      |  |
| Waka/Wazoo                                 | 2023  | Zappa Records      |  |

#### AvecGene Ammons
| Album     | Année | Label            |  |
| --------- | ----- | ---------------- |  |
| Brasswind | 1974  | Prestige Records |  |

#### Avec Billy Cobham
| Album        | Année | Label            |  |
| ------------ | ----- | ---------------- |  |
| Crosswinds   | 1974  | Atlantic Records |  |
| B. C.        | 1979  | Colombia Records |  |
| Picture This | 1987  | GRP Records      |  |

#### AvecEddie Henderson
| Album    | Année | Label     |  |
| -------- | ----- | --------- |  |
| Sunburst | 1975  | Blue Note |  |

#### Avec Airto Moreira
| Album       | Année | Label             |  |
| ----------- | ----- | ----------------- |  |
| Virgin Land | 1974  | Salvation Records |  |

#### Avec Flora Purim
| Album                       | Année | Label             |  |
| --------------------------- | ----- | ----------------- |  |
| Stories to Tell             | 1974  | Milestone Records |  |
| Open Your Eyes, You Can Fly | 1976  | Milestone Records |  |
| That's What She Said        | 1978  | Milestone Records |  |
| Carry On                    | 1979  | Warner Bros.      |  |

#### Avec Michael Jackson
| Album        | Année | Label |  |
| ------------ | ----- | ----- |  |
| Off the Wall | 1979  | Epic  |  |

#### Avec Jean-Luc Ponty
| Album                                                    | Année | Label         |  |
| -------------------------------------------------------- | ----- | ------------- |  |
| King Kong: Jean-Luc Ponty Plays the Music of Frank Zappa | 1970  | World Pacific |  |
| Individual Choice                                        | 1983  | Atlantic      |  |

#### Avec Miles Davis
| Album                                | Année | Label        |  |
| ------------------------------------ | ----- | ------------ |  |
| The Complete Miles Davis at Montreux | 2002  | Warner Music |  |

#### Avec Dianne Reeves
| Album         | Année | Label     |  |
| ------------- | ----- | --------- |  |
| Dianne Reeves | 1987  | Blue Note |  |

#### Avec John Scofield
| Album     | Année | Label       |  |
| --------- | ----- | ----------- |  |
| Loud Jazz | 1988  | Gramavision |  |

#### Avec Chanté Moore
| Album          | Année | Label        |  |
| -------------- | ----- | ------------ |  |
| Precious       | 1992  | Silas Record |  |
| A Love Supreme | 1994  | MCA Records  |  |
| Love The Woman | 2008  | Peak Records |  |

#### Avec Joe Sample
| Album       | Année | Label        |  |
| ----------- | ----- | ------------ |  |
| Sample This | 1997  | Warner Bros. |  |

#### Avec Teena Marie
| Album        | Année | Label        |  |
| ------------ | ----- | ------------ |  |
| Congo Square | 2009  | Stax Records |  |